# Энкелад (мифология)
Энкелад, также Энцелад (др.-греч. Ἐγκέλαδος) — в древнегреческой мифологии один из гигантов, сын Тартара и Геи.
Во время битвы между гигантами и богами-олимпийцами, когда гиганты были побеждены, Энкелад бросился бежать. Афина гналась за ним на колеснице. По одной версии, его убил камень, брошенный этой богиней. Этот камень и стал островом Сицилия. По другой, он был уничтожен брошенным Афиной копьём и похоронен на острове Сицилия под горой Этна.
Считалось, что вулканический огонь Этны — это дыхание Энкелада (похожие мифы существуют про Тифона и Гефеста). В Греции землетрясения до сих пор называют «дрожью Энкелада».
В еврипидовской сатировской драме «Киклоп» силен претендует на то, что именно ему принадлежит слава победы над Энкеладом, но скорее всего автор подразумевал, что слова силена — всего лишь пьяное хвастовство.

## Наименования
- Энцелад, спутник Сатурна, назван так в честь мифологического гиганта.